# 満守
満守（まんしゅ）、または本覚院 満守（ほんかくいん まんしゅ）は、室町時代前期の人物。足利将軍家の一族。第3代将軍・足利義満の子とされるが、それを示す史料が『諸門院伝』しかなく、実否は不明である。比叡山延暦寺に入寺した。生没年や生母に関しては不明である。